# Chiqui Fernández
Carmen Fernández García, conosciuta come Chiqui Fernández (Madrid, 17 giugno 1969), è un'attrice spagnola.

## Biografia
Carmen Fernández García è nata il 17 giugno 1969 a Madrid.
Laureata in interpretazione presso la Scuola reale superiore d'arte drammatica di Madrid, Chiqui Fernández è diventata conosciuta in televisione nel 2001 a seguito di un ruolo secondario nella serie Periodistas. Nel 2005 entra a far parte della serie Mujeres, nel suo primo ruolo da protagonista.
Ha inoltre partecipato alle serie "Un Paso Adelante" ("Paso Adelante" in Italia) nel ruolo di Puri Lacarino, la matrigna di Lola e nella serie La familia Mata (2007-2009) interpretando il ruolo di Gloria Mata, mentre nel cinema risaltano le sue partecipazioni con piccoli ruoli in film come Flores de otro mundo di Icíar Bollaín.
Alcuni dei suoi ultimi lavori sono stati quello nella terza stagione della serie Per sempre in Antena 3, interpretando il ruolo di Consuelo Garcilán e quello nelle prime due stagioni della serie Alto mare di Netflix, interpretando Francisca de García.

## Filmografia

### Cinema
- Flores de otro mundo, regia di Icíar Bollaín (1999)
- Plenilunio, regia di Imanol Uribe (1999)
- Pulsiones, regia di Javier de la Torre (2000)
- Más pena que Gloria, regia di Víctor García León (2000)
- Deseo, regia di Gerardo Vera (2002)
- Salir pintando, regia di Álvaro Fernández Armero (2007)
- Gente de mala calidad, regia di Juan Cavestany (2008)
- Una palabra tuya, regia di Ángeles González-Slinde (2008)
- Proprios y extraños, regia di Manolo González Ramos (2010)
- Pongo, il cane milionario (Pancho, el perro millonario), regia di Tom Fernández (2014)

### Televisione
- La maja de Goya: El musical - film TV (1996)
- Hermanas - serie TV (1998)
- Fernández y familia - serie TV (1998)
- Manos a la obra - serie TV (2000)
- El comisario - serie TV (2001)
- Periodistas - serie TV (2001-2002)
- Hospital Central - serie TV (2002)
- Un lugar en el mundo - serie TV (2003)
- Paso adelante (Un paso adelante) - serie TV (2003-2005)
- Mujeres - serie TV (2005-2006)
- La familia Mata - serie TV (2007-2009)
- El asesinato de Carrero Blanco - miniserie TV (2011)
- Cheers - serie TV (2011)
- Familia - serie TV (2013)
- Per sempre (Amar es para siempre) - telenovela (2014-2015)
- El hombre de tu vida - serie TV (2016)
- La peluquería - serie TV (2017)
- Cuéntame cómo pasó - serie TV (2017-2018)
- Alto mare (Alta mar) - serie TV (2019)
- Servir y proteger - serie TV (2019-2020)
- Relatos con-fin-a-dos - miniserie TV (2020)
- Reyes de la noche - serie TV (2021)

## Riconoscimenti
- Unión de Actores y Actrices
  - 2002 – Candidatura alla miglior attrice per Periodistas
- Unión de Actores y Actrices
  - 2006 – Candidatura alla miglior attrice protagonista per Mujeres
- Fotogrammi d'argento
  - 2006 – Candidatura alla migliore attrice protagonista per Mujeres